# Patatehel
Patatehel är en ort i Mexiko.   Den ligger i kommunen Chilón och delstaten Chiapas, i den sydöstra delen av landet, 800 km öster om huvudstaden Mexico City. Patatehel ligger 670 meter över havet och antalet invånare är 558.
Terrängen runt Patatehel är kuperad åt sydost, men åt nordväst är den bergig. Runt Patatehel är det ganska tätbefolkat, med 54 invånare per kvadratkilometer. Närmaste större samhälle är Yajalón, 17,6 km väster om Patatehel. I omgivningarna runt Patatehel växer i huvudsak städsegrön lövskog.